# Countrypärlor 2
Countrypärlor 2 är ett album av Mona Gustafsson. Det släpptes 26 september 2012. Album innehåller främst tolkningar av andra artisters countrylåtar, men också den egenkomponerade sången "Som ljuset på min jord", som släpptes på singel under sent 2011.

## Låtlista
1. Blame it on Your Lyin' Heart
2. Crying Time
3. Yellow Roses
4. Tennessee Waltz
5. Som ljuset på min jord
6. Blue Eyes Crying in the Rain
7. If You Love Me Let Me Know
8. Forget Me Not
9. Let Your Love Flow
10. Your Cheatin' Heart
11. Every Little Thing